# Augustus Pablo
Augustus Pablo, eg. Horace Swaby, född 21 juni 1954 i St. Andrews, Jamaica, död 18 maj 1999, var en jamaicansk reggaemusiker och producent. 
Pablo revolutionerade reggaemusiken både som musiker - bland annat i och med att han introducerade melodican i reggaemusiken - och som producent. Augustus Pablo medverkar på åtskilliga album som soloartist, studiomusiker och/eller producent. Hans kanske mest kända album är King Tubbys Meets Rockers Uptown. Spåret med samma namn anses av många vara det finaste stycke dub som gjorts.

## Diskografi i urval
- 1973 – This Is Augustus Pablo
- 1974 – Ital Dub
- 1975 – Dubbing in a Africa
- 1975 – Thriller
- 1977 – East of the River Nile
- 1977 – King Tubbys Meets Rockers Uptown
- 1979 – Africa Must Be Free By 1983 (tillsammans med Hugh Mundell)
- 1979 – Africa Must Be Free By 1983 Dub (tillsammans med Hugh Mundell)
- 1980 – Eastman Dub
- 1980 – Rockers Meets King Tubby in a Firehouse
- 1982 – Earth Rightful Ruler
- 1985 – Rising Sun
- 1987 – Rockers Come East